# 古斯塔夫·马莱科
古斯塔夫·马莱科（法語：Gustave Malécot，1911年12月28日—1998年11月7日）是一名法国数学家，他在遗传方面的贡献对群体遗传学产生了巨大的影响。

## 生平
作为一名采矿工程师的儿子，古斯塔夫·马莱科出生于法国卢瓦尔省拉格朗克鲁瓦，并在附近的洛尔姆成长。
1935年，马莱科从巴黎高等師範學校获得数学学位。之后，他攻读George Darmois的博士并在1939年完成学业。他的工作主要集中在羅納德·費雪1918年的论文The Correlation between Relatives on the Supposition of Mendelian Inheritance。
1940至1942年，法国被纳粹德国占领，马莱科在Lyceé de Saint-Étienne教授数学。1942年，他在蒙彼利埃大学任讲师。1945年，他加入里昂大学。1946年，他担任应用数学教授直到退休。
在学术上，马莱科共祖率方法是以其命名的遗传相似性衡量方法。
马莱科和木村资生一起被认为开创了现代理论群体遗传学的新局面，溯祖理论的开创者金曼曾表示深受马莱科的影响。马莱科长期用法文发表论文，因此他的的贡献被大部分人忽略了。